# Arturo León López
Arturo León López   (Madrid, 1963) és un sindicalista valencià d'origen castellà, actualment president del Comitè Econòmic i Social de la Comunitat Valenciana des de 2021.
Es trasllada a viure a Alacant amb 20 anys d'edat per motius laborals. Més tard va accedir a la funció pública com a tècnic en prevenció de riscos laborals de l'Hospital General Universitari d'Alacant. S'afilia al sindicat Comissions Obreres del País Valencià (CC.OO.) on ha exercit diverses responsabilitats dins la Federació de Sanitat i Sectors Sociosanitaris fins que al congrés celebrat el 2017 accedeix a la secretaria general del sindicat en substitució del l'anterior màxim mandatari Paco Molina.
El febrer de 2021 va dimitir del càrrec de secretari general de CC.OO. al País Valencià a causa de la polèmica per haver rebut la primera dosi del vaccí contra la covid-19. Posteriorment la Conselleria de Sanitat i el propi Hospital Universitari d'Alacant van aclarir que la seua vacunació va ser d'acord amb els protocols del Ministeri de Sanitat i de les instruccions de la pròpia Conselleria de Sanitat. Així mateix la fiscalia de València que va obrir unes diligències prèvies, finalment va arxivar l'expedient indicant que de no haver sigut vacunat haurien conculcat els seus drets fonamentals.
L'octubre de 2021 va ser elegit president del Comitè Econòmic i Social de la Comunitat Valenciana.